# Gaspar Ibáñez de Segovia
Gaspar Ibáñez de Segovia Peralta y Mendoza, marqués consorte de Mondéjar (Madrid, 5 de junio de 1628 - Mondéjar, 1 de septiembre de 1708) fue un aristócrata (de la familia Mendoza por matrimonio), y un eminente historiador y bibliófilo español.

## Biografía
Hijo de Mateo Ibáñez de Segovia (n. Segovia, 1581 - Madrid, 1645),  II señor de Corpa, regidor de Segovia, diputado general del reino, tesorero de Felipe IV, consejero de Hacienda y caballero de la Orden de Calatrava (1614), y de Elvira de Peralta y Cárdenas (n. Madrid – m. 30 de mayo de 1657). Era nieto por línea paterna de Juan Ibáñez de Segovia y Ribera (n. Vegas de Matute, 1560), señor de Corpa, comendador de Ballesteros de Calatrava, regidor de Segovia, corregidor de Cuenca y teniente general de Felipe III, hijo del XII señor de Vegas de Matute. Fue el hermano mayor de nueve hermanos, entre ellos el gobernador Francisco Ibáñez de Peralta, y Luis Ibáñez de Segovia y Peralta, I marqués de Corpa. 
En 1650, estando aún soltero, tuvo una hija natural llamada Ángela, que fue monja en san Vicente el Real. Contrajo primer matrimonio con Juana de Vega y Acuña (m. 27 de marzo de 1651), hija de Suero de Vega y Castilla, caballero de Alcántara, y de Ángela de Guzmán. Casó por segunda vez el 25 de octubre de 1654 en Madrid (San Sebastián) con María Gregoria de Córdoba Mendoza y Toledo (1633-1712), por derecho propio IX marquesa de Mondéjar y IV de Agrópoli y de Valfermoso, XI condesa de Tendilla, hija de Nuño de Córdoba Bocanegra, y de María López de Mendoza, II marquesa de Agrópoli. Su mujer heredó los títulos nobiliarios tras la muerte de sus familiares, junto con la alcaldía de La Alhambra y la capitanía general de la ciudad de Granada. Esto le permitió a Gaspar utilizar los títulos de su mujer, unir el apellido Mendoza a los suyos y ascender dentro de la corte por su nuevo rango de marqués consorte. Además, fue caballero de la Orden de Alcántara (1636). Tuvo de su primera mujer cuatro hijos: José, que heredó los títulos maternos; Mateo y Nuño, caballeros de Calatrava, y Vicente, que sirvió en los galeones.
Ocupó el cargo de superintendente de la Casa de la Moneda de Segovia (1661). Tenía una fuerte vinculación con la Mesta segoviana.
Se opuso a Juan José de Austria (valido y hermanastro de Carlos II), por lo que fue desterrado, y quizá escribiera el poema satírico "Un fraile y una corona..", en que se burlaba de este y de su madre. Se mantuvo neutral en la Guerra de Sucesión Española, aunque dos de sus hijos, José y Nuño, fueron partidarios del Archiduque Carlos de Austria. Para mantener el patrimonio familiar se vio obligado a desheredarlos en beneficio de su nieto Nicolás.
Destacó como historiador y crítico de las mixtificaciones históricas frecuentes en su tiempo (plomos del Sacromonte, cronicones del Padre Higuera...). Su amplia erudición y su conocimiento de lenguas vivas (italiano y francés) y muertas (clásicas y orientales) le permitieron mantener una inusual correspondencia con eruditos extranjeros, una importante tertulia en el entorno de los novatores hacia 1680 y una notable biblioteca con 5.903 libros, entre ellos el Beato de Fernando I, que le fue confiscada por Felipe V y terminó en los fondos de la actual Biblioteca Nacional de España. Destacan entre sus obras La predicación de Santiago en España (1682); Advertencias a la Historia del padre Mariana (póstuma, 1746) y, sobre todo, Noticia y juicio de los principales historiadores de España (póstuma, 1784)

## Obras
- Discurso histórico por el patronato de San Frutos contra la supuesta cathedra de San Hierotheo en Segovia;
- Disertaciones eclesiásticas por el honor de los antiguos tutelares contra las ficciones modernas;
- Noticia y juicio de los más importantes historiadores de España;
- Obras Cronológicas;
- Examen chronologico del año en que entraron los moros en España;
- Advertencias a la Historia del Padre Juan de Mariana;
- Historia de la Casa de los Marqueses de Mondéjar y Condes de Tendilla;
- Memorias históricas de la vida y acciones del rey D. Alonso el Noble, octavo del nombre;
- Cádiz phenicia, con el examen de varias noticias antiguas de España, vol. I, vol. II, y vol. III;
- Predicación de Santiago en España;
- Explicación de un lugar de Suetonio.
- Memorias históricas del Rei D. Alonso el Sabio i observaciones a su Chronica (obra póstuma: BVMC, en pdf);